# Pazos de Monte
Pazos de Monte es un lugar situado en la parroquia de Villamarín, del municipio español de Villamarín, en la provincia de Orense, Galicia.

## Demografía
| Gráfica de evolución demográfica de Pazos de Monte entre 2000 y 2023 |
|                                                                      |
| Datos según el nomenclátor publicado por el INE.                     |